# A Ferencvárosi TC 1985–1986-os szezonja
A Ferencvárosi TC 1985–1986-os szezonja szócikk a Ferencvárosi TC első számú férfi labdarúgócsapatának egy szezonjáról szól, mely összességében és sorozatban is a 85. idénye volt a csapatnak a magyar első osztályban. A klub fennállásának ekkor volt a 87. évfordulója.

## Mérkőzések
| Színmagyarázat | Színmagyarázat |
| -------------- | -------------- |
|                | Győzelem.      |
|                | Döntetlen.     |
|                | Vereség.       |

### NB 1 1985–86

#### Őszi fordulók
| 1. forduló 1985. augusztus 10. |

| Rába ETO                                                                              | 4 – 5               | Ferencváros                                                   |
| ------------------------------------------------------------------------------------- | ------------------- | ------------------------------------------------------------- |
| Hannich 42' (11-esből) 64' Pintér 67' (öngól) Rab 81' (öngól) Rubold 27' Hlagyvik 37' | (1 – 2) Jegyzőkönyv | Ebedli 6' Kvaszta 40' Bánki 61' 65' Zsinka 70' 84' Pintér 53' |

| Rába ETO Stadion, Győr Nézőszám: 26 000 Játékvezető: Huták Antal (magyar) |

| 2. forduló 1985. augusztus 14. |

| Tatabányai Bányász    | 0 – 0               | Ferencváros           |
| --------------------- | ------------------- | --------------------- |
| Szabó 74' Lakatos 89' | (0 – 0) Jegyzőkönyv | Pintér 26' Ebedli 35' |

| Városi Stadion, Tatabánya Nézőszám: 10 000 Játékvezető: Németh Lajos (magyar) |

| 3. forduló 1985. augusztus 17. |

| Ferencváros                           | 3 – 1               | Budapesti Volán                 |
| ------------------------------------- | ------------------- | ------------------------------- |
| Bánki 55' 69' Strausz 79' Fischer 64' | (0 – 1) Jegyzőkönyv | Seres 7' (11-esből) Kertész 60' |

| Üllői út, Budapest Nézőszám: 18 000 Játékvezető: Drigán György (magyar) |

| 4. forduló 1985. szeptember 4. |

| Zalaegerszegi TE                  | 3 – 2               | Ferencváros             |
| --------------------------------- | ------------------- | ----------------------- |
| Rab 46' (öngól) Páli 47' Nagy 54' | (0 – 0) Jegyzőkönyv | Pintér 50' 9' Bánki 75' |

| ZTE Stadion, Zalaegerszeg Nézőszám: 20 000 Játékvezető: Nagy Miklós (magyar) |

| 5. forduló 1985. szeptember 7. |

| Ferencváros                  | 1 – 0               | Csepel SC         |
| ---------------------------- | ------------------- | ----------------- |
| Szabó 78' (öngól) Hámori 14' | (0 – 0) Jegyzőkönyv | Szebegyinszky 48' |

| Üllői út, Budapest Nézőszám: 15 000 Játékvezető: Huták Antal (magyar) |

| 6. forduló 1985. szeptember 11. |

| Siófoki Bányász                 | 2 – 0               | Ferencváros           |
| ------------------------------- | ------------------- | --------------------- |
| Boda 37' Handel 78' Brettner 4' | (1 – 0) Jegyzőkönyv | Pintér 49' Hámori 79' |

| Révész Géza utcai stadion, Siófok Nézőszám: 12 000 Játékvezető: Nagy Béla (magyar) |

| 7. forduló 1985. szeptember 14. |

| Újpesti Dózsa | 1 – 0               | Ferencváros |
| ------------- | ------------------- | ----------- |
| Kiss 85' 41'  | (0 – 0) Jegyzőkönyv | Takács 42'  |

| Népstadion, Budapest Nézőszám: 25 000 Játékvezető: Németh Lajos (magyar) |

| 8. forduló 1985. szeptember 17. |

| Ferencváros           | 1 – 0               | Pécsi MSC |
| --------------------- | ------------------- | --------- |
| Pintér 29' Hámori 65' | (1 – 0) Jegyzőkönyv |           |

| Üllői út, Budapest Nézőszám: 20 000 Játékvezető: Molnár László (magyar) |

| 9. forduló 1985. szeptember 21. |

| Ferencváros                     | 2 – 1               | Haladás VSE |
| ------------------------------- | ------------------- | ----------- |
| Takács 32' Szántó 80' Bánki 54' | (1 – 1) Jegyzőkönyv | Domján 29'  |

| Üllői út, Budapest Nézőszám: 20 000 Játékvezető: Maczkó József (magyar) |

| 10. forduló 1985. szeptember 28. |

| Budapesti Honvéd          | 2 – 0               | Ferencváros |
| ------------------------- | ------------------- | ----------- |
| Détári 17' (11-esből) 80' | (1 – 0) Jegyzőkönyv | Pintér 14'  |

| Népstadion, Budapest Nézőszám: 20 000 Játékvezető: Kovács I. László (magyar) |

| 11. forduló 1985. október 1. |

| Ferencváros                    | 1 – 1               | Békéscsabai Előre Spartacus |
| ------------------------------ | ------------------- | --------------------------- |
| Ottlakán 73' (öngól) Hámori 9' | (0 – 0) Jegyzőkönyv | Csanálosi 88' Kanyári 57'   |

| Üllői út, Budapest Nézőszám: 20 000 Játékvezető: Fekete Miklós (magyar) |

| 12. forduló 1985. október 5. |

| Ferencváros | 1 – 1               | MTK–VM                         |
| ----------- | ------------------- | ------------------------------ |
| Szántó 21'  | (1 – 0) Jegyzőkönyv | Boda 64' Talapa 52' Kovács 71' |

| Üllői út, Budapest Nézőszám: 12 000 Játékvezető: Makó István (magyar) |

| 13. forduló 1985. október 9. |

| Vasas      | 0 – 1               | Ferencváros |
| ---------- | ------------------- | ----------- |
| Farkas 87' | (0 – 1) Jegyzőkönyv | Szántó 24'  |

| Népstadion, Budapest Nézőszám: 20 000 Játékvezető: Huták Antal (magyar) |

| 14. forduló 1985. október 19. |

| Debreceni MVSC | 0 – 0               | Ferencváros |
| -------------- | ------------------- | ----------- |
| Nagy 64'       | (0 – 0) Jegyzőkönyv |             |

| Nagyerdei stadion, Debrecen Nézőszám: 8 000 Játékvezető: Puhl Sándor (magyar) |

| 15. forduló 1985. október 26. |

| Ferencváros | 0 – 1               | Videoton               |
| ----------- | ------------------- | ---------------------- |
| Pintér 70'  | (0 – 0) Jegyzőkönyv | Kerekes 48' Vaszil 16' |

| Üllői út, Budapest Nézőszám: 22 000 Játékvezető: Pádár László (magyar) |

| 16. forduló 1985. november 2. |

| Ferencváros                | 1 – 1               | Rába ETO                    |
| -------------------------- | ------------------- | --------------------------- |
| Palkovics 51' Jancsika 83' | (0 – 1) Jegyzőkönyv | Preszeller 36' Szijártó 53' |

| Üllői út, Budapest Nézőszám: 18 000 Játékvezető: Hartmann Lajos (magyar) |

| 17. forduló 1985. november 9. |

| Ferencváros                                     | 2 – 0               | Tatabányai Bányász                |
| ----------------------------------------------- | ------------------- | --------------------------------- |
| Palkovics 27' Kvaszta 81' Pintér 57' Keller 70' | (1 – 0) Jegyzőkönyv | Szabó 51' P. Nagy 58' Barabás 82' |

| Üllői út, Budapest Nézőszám: 18 000 Játékvezető: Németh Lajos (magyar) |

| 18. forduló 1985. november 17. |

| Budapesti Volán          | 2 – 1               | Ferencváros                |
| ------------------------ | ------------------- | -------------------------- |
| Katona 72' Hatvanger 87' | (0 – 0) Jegyzőkönyv | Palkovics 52' Zsiborás 87' |

| Czabán Samu tér, Budapest Nézőszám: 14 000 Játékvezető: Kovács I. László (magyar) |

| 19. forduló 1985. november 24. |

| Pécsi MSC           | 1 – 1               | Ferencváros           |
| ------------------- | ------------------- | --------------------- |
| Turi 68' (11-esből) | (0 – 0) Jegyzőkönyv | Szántó 57' Zsinka 76' |

| PMFC Stadion, Pécs Nézőszám: 14 000 Játékvezető: Nagy Miklós (magyar) |

#### Tavaszi fordulók
| 20. forduló 1986. március 1. |

| Békéscsabai Előre Spartacus | 1 – 1               | Ferencváros |
| --------------------------- | ------------------- | ----------- |
| Kanyári 7'                  | (1 – 0) Jegyzőkönyv | Kvaszta 88' |

| Kórház utcai stadion, Békéscsaba Nézőszám: 9 000 Játékvezető: Kőrös László (magyar) |

| 21. forduló 1986. március 5. |

| Ferencváros       | 2 – 1               | Zalaegerszegi TE                        |
| ----------------- | ------------------- | --------------------------------------- |
| Palkovics 41' 70' | (1 – 1) Jegyzőkönyv | Soós 30' Rózsa 42' Sípos 87' Balázs 89' |

| Üllői út, Budapest Nézőszám: 15 000 Játékvezető: Pádár László (magyar) |

| 22. forduló 1986. március 8. |

| Csepel SC                          | 2 – 1               | Ferencváros                          |
| ---------------------------------- | ------------------- | ------------------------------------ |
| Kovács F. 2' Birkás 40' Elekes 27' | (2 – 1) Jegyzőkönyv | Szabadi 15' Takács 20' Zsivóczky 66' |

| Béke téri stadion, Budapest Nézőszám: 6 500 Játékvezető: Huták Antal (magyar) |

| 23. forduló 1986. március 22. |

| Ferencváros | 0 – 0               | Siófoki Bányász |
| ----------- | ------------------- | --------------- |
|             | (0 – 0) Jegyzőkönyv | Nagy M. 39'     |

| Üllői út, Budapest Nézőszám: 20 000 Játékvezető: Maczkó József (magyar) |

| 24. forduló 1986. március 29. |

| Ferencváros                                                         | 3 – 1               | Újpesti Dózsa                            |
| ------------------------------------------------------------------- | ------------------- | ---------------------------------------- |
| Strausz 26' Pintér 36' (11-esből) Kincses 42' Répási 40' Takács 90' | (3 – 1) Jegyzőkönyv | Steidl 23' Kardos 37' Haaz 47' Kozma 77' |

| Népstadion, Budapest Nézőszám: 25 000 Játékvezető: Divinyi Béla (magyar) |

| 25. forduló 1986. április 2. |

| Haladás VSE             | 2 – 0               | Ferencváros |
| ----------------------- | ------------------- | ----------- |
| Nagy 67' 73' (11-esből) | (0 – 0) Jegyzőkönyv |             |

| Rohonci úti stadion, Szombathely Nézőszám: 15 000 Játékvezető: Hartmann Lajos (magyar) |

| 26. forduló 1986. április 5. |

| Ferencváros                                   | 1 – 1               | Budapesti Honvéd          |
| --------------------------------------------- | ------------------- | ------------------------- |
| Pintér 41' (11-esből) Strausz 84' Kvaszta 84' | (1 – 1) Jegyzőkönyv | Détári 13' (11-esből) 39' |

| Népstadion, Budapest Nézőszám: 20 000 Játékvezető: Aleksander Suchanek (lengyel) |

| 27. forduló 1986. április 12. |

| Ferencváros               | 2 – 0               | Vasas      |
| ------------------------- | ------------------- | ---------- |
| Kvaszta 40' Palkovics 80' | (1 – 0) Jegyzőkönyv | Kovács 77' |

| Népstadion, Budapest Nézőszám: 8 000 Játékvezető: Andrzej Libich (lengyel) |

| 28. forduló 1986. április 16. |

| MTK–VM              | 0 – 1               | Ferencváros |
| ------------------- | ------------------- | ----------- |
| Varga 5' Kékesi 76' | (0 – 1) Jegyzőkönyv | Kvaszta 23' |

| Hungária körút, Budapest Nézőszám: 10 000 Játékvezető: Bay Ferenc (magyar) |

| 29. forduló 1986. április 18. |

| Ferencváros                       | 2 – 0               | Debreceni MVSC                 |
| --------------------------------- | ------------------- | ------------------------------ |
| Pintér 40' (11-esből) Kvaszta 44' | (2 – 0) Jegyzőkönyv | Szabó L. 49' Till 56' Duró 88' |

| Üllői út, Budapest Nézőszám: 15 000 Játékvezető: Lázin János (magyar) |

| 30. forduló 1986. április 26. |

| Videoton     | 0 – 0               | Ferencváros |
| ------------ | ------------------- | ----------- |
| Wittmann 39' | (0 – 0) Jegyzőkönyv | Ebedli 87'  |

| Sóstói Stadion, Székesfehérvár Nézőszám: 12 000 Játékvezető: Makó István (magyar) |

#### A bajnokság végeredménye
|    | Csapat                         | Játszott | Gy | D  | V  | L  | K  | Gk  | Pont | Megjegyzés                                        |
| -- | ------------------------------ | -------- | -- | -- | -- | -- | -- | --- | ---- | ------------------------------------------------- |
| 1  | Budapesti Honvéd SE            | 30       | 17 | 11 | 2  | 63 | 29 | +34 | 45   | Bajnok, 1986–1987-es BEK                          |
| 2  | Pécsi Munkás SC                | 30       | 15 | 9  | 6  | 48 | 26 | +22 | 39   | 1986–1987-es UEFA-kupa                            |
| 3  | Rába Vasas ETO SC              | 30       | 13 | 11 | 6  | 60 | 43 | +17 | 37   | 1986–1987-es UEFA-kupa                            |
| 4  | Zalaegerszegi TE               | 30       | 12 | 12 | 6  | 48 | 34 | +14 | 36   |                                                   |
| 5  | Ferencvárosi TC                | 30       | 12 | 10 | 8  | 35 | 29 | +6  | 34   | 1986-os Intertotó-kupa                            |
| 6  | Videoton SC                    | 30       | 10 | 12 | 8  | 25 | 24 | +1  | 32   | 1986-os Intertotó-kupa                            |
| 7  | MTK-VM SK                      | 30       | 11 | 7  | 12 | 45 | 39 | +6  | 29   | 1986-os Intertotó-kupa                            |
| 8  | Tatabányai Bányász SC          | 30       | 9  | 11 | 10 | 34 | 30 | +4  | 29   |                                                   |
| 9  | Vasas SC                       | 30       | 11 | 7  | 12 | 37 | 43 | -6  | 29   | 1986–1987-es KEK, 1986–1987-es közép-európai kupa |
| 10 | Haladás Vasutas SE             | 30       | 9  | 9  | 12 | 34 | 37 | -3  | 27   |                                                   |
| 11 | Újpesti Dózsa SC               | 30       | 8  | 9  | 13 | 32 | 44 | -12 | 25   | 1986-os Intertotó-kupa                            |
| 12 | Békéscsabai Előre Spartacus SE | 30       | 8  | 9  | 13 | 35 | 48 | -13 | 25   |                                                   |
| 13 | Debreceni Munkás Vasutas SC    | 30       | 7  | 11 | 12 | 24 | 46 | -22 | 25   |                                                   |
| 14 | Siófoki Bányász SE             | 30       | 8  | 8  | 14 | 28 | 46 | -18 | 24   | 1986-os Intertotó-kupa                            |
| 15 | Csepel SC                      | 30       | 8  | 6  | 16 | 28 | 41 | -13 | 22   | Kiestek az NB II-be                               |
| 16 | Budapesti Volán SC             | 30       | 5  | 12 | 13 | 30 | 47 | -17 | 22   | Kiestek az NB II-be                               |

#### Eredmények összesítése
Az alábbi táblázatban összesítve szerepelnek a Ferencvárosi TC 1985/86-os bajnokságban elért eredményei.
| Ősz/tavasz (forduló)    | Otthon | Otthon | Otthon | Otthon | Otthon | Otthon | Otthon | Idegenben | Idegenben | Idegenben | Idegenben | Idegenben | Idegenben | Idegenben |
| Ősz/tavasz (forduló)    | M      | GY     | D      | V      | LG–KG  | GK     | P      | M         | GY        | D         | V         | LG–KG     | GK        | P         |
| ----------------------- | ------ | ------ | ------ | ------ | ------ | ------ | ------ | --------- | --------- | --------- | --------- | --------- | --------- | --------- |
| Őszi szezon (1–19.)     | 9      | 5      | 3      | 1      | 12–6   | +6     | 13     | 10        | 2         | 3         | 5         | 10–15     | –5        | 7         |
| Tavaszi szezon (20–30.) | 6      | 4      | 2      | 0      | 10–3   | +7     | 10     | 5         | 1         | 2         | 2         | 3–5       | –2        | 4         |
| Összesen (1–30.)        | 15     | 9      | 5      | 1      | 22–9   | +13    | 23     | 15        | 3         | 5         | 7         | 13–20     | –7        | 11        |

### Magyar kupa
| 1985. augusztus 20. |

| Csengőd | 0 – 4       | Ferencváros                     |
| ------- | ----------- | ------------------------------- |
|         | Jegyzőkönyv | Szántó Kincses Jancsika Kvaszta |

| Csengőd |

| 1985. október 16. |

| Kecskeméti TE | 0 – 2               | Ferencváros            |
| ------------- | ------------------- | ---------------------- |
|               | (0 – 0) Jegyzőkönyv | Zsinka 69' Fischer 72' |

| Kecskemét Nézőszám: 4 000 Játékvezető: Nagy László (magyar) |

| 1985. október 30. |

| Peremarton | 0 – 2               | Ferencváros    |
| ---------- | ------------------- | -------------- |
|            | (0 – 0) Jegyzőkönyv | Kincses Hámori |

| Peremarton |

Nyolcaddöntő
| 1985. november 20. |

| Ferencváros | 2 – 0               | Debreceni MVSC |
| ----------- | ------------------- | -------------- |
| Szántó      | (1 – 0) Jegyzőkönyv |                |

| Üllői út, Budapest |

Negyeddöntő
| 1986. február 15. 13:30 |

| Nyíregyházi VSSC | 1 – 3   | Ferencváros                       |
| ---------------- | ------- | --------------------------------- |
| Csehi 63'        | (0 – 2) | Strausz 5' Kvaszta 12' Szántó 90' |

| Nyíregyháza Nézőszám: 12 000 Játékvezető: Huták (magyar) Asszisztensek: Lázin, Hazafi |

Elődöntő
| 1986. február 22. 13:00 |

| Eger SE     | 1 – 4   | Ferencváros                               |
| ----------- | ------- | ----------------------------------------- |
| Kiss T. 84' | (0 – 2) | Kincses 25' 76' Palkovics 40' Kvaszta 83' |

| Eger Nézőszám: 10 000 Játékvezető: Nagy B. (magyar) Asszisztensek: Drigán, Eőry |

Döntő
| 1986. április 30. |

| Vasas         | 0 – 0 | Ferencváros |
| ------------- | ----- | ----------- |
|               |       |             |
| Büntetőpárbaj |       |             |
|               | 5 – 4 |             |

| Népstadion Játékvezető: Huták Antal (magyar) |

### Egyéb mérkőzések
| 1985. július 23. |

| SC Luetengen Dortmund | 0 – 8       | Ferencváros                                  |
| --------------------- | ----------- | -------------------------------------------- |
|                       | Jegyzőkönyv | Pölöskei Strausz Takács Fischer Bánki Pintér |

| Morsbach |

| 1985. július 24. |

| Vfl Nostretten | 1 – 12      | Ferencváros                                               |
| -------------- | ----------- | --------------------------------------------------------- |
|                | Jegyzőkönyv | Fischer Pölöskei Zsinka Ebedli Rab Takács Keller Jancsika |

| Nostretten |

| 1985. július 25. |

| Würges rsv. | 0 – 2       | Ferencváros    |
| ----------- | ----------- | -------------- |
|             | Jegyzőkönyv | Pintér Strausz |

| Würges |

| 1985. július 26. |

| Tura Hennef | 0 – 4       | Ferencváros            |
| ----------- | ----------- | ---------------------- |
|             | Jegyzőkönyv | Kvaszta Pölöskei Bánki |

| Hennef |

| 1985. július 28. |

| Weiden | 0 – 2       | Ferencváros     |
| ------ | ----------- | --------------- |
|        | Jegyzőkönyv | Pölöskei Pintér |

| Weiden |

| 1985. július 29. |

| SV Weiden | 1 – 2       | Ferencváros     |
| --------- | ----------- | --------------- |
|           | Jegyzőkönyv | Pölöskei Szántó |

| Weiden |

| 1985. augusztus 1. |

| Ferencváros     | 2 – 1       | Austria Wien |
| --------------- | ----------- | ------------ |
| Kincses Fischer | Jegyzőkönyv |              |

| Üllői út, Budapest |

| 1985. augusztus 3. |

| Ferencváros | 1 – 2       | Željezničar Sarajevo |
| ----------- | ----------- | -------------------- |
| Zsinka      | Jegyzőkönyv |                      |

| Siófok |

| 1985. augusztus 4. |

| Ferencváros     | 4 – 1       | DSV Alpine |
| --------------- | ----------- | ---------- |
| Fischer Strausz | Jegyzőkönyv |            |

| Siófok |

| 1985. augusztus 6. |

| Ganz–Mávag | 1 – 4       | Ferencváros   |
| ---------- | ----------- | ------------- |
|            | Jegyzőkönyv | Fischer Bánki |

| Budapest, Kőbányai út |

| 1985. augusztus 7. |

| Ferencváros | 0 – 2       | Árisz Theszaloníkisz |
| ----------- | ----------- | -------------------- |
|             | Jegyzőkönyv |                      |

| Budapest, Kőbányai út |

| 1985. augusztus 26. |

| VSS Košice | 0 – 0       | Ferencváros |
| ---------- | ----------- | ----------- |
|            | Jegyzőkönyv |             |

| Kassa |

| 1985. augusztus 28. |

| Lengyelország | 2 – 0       | Ferencváros |
| ------------- | ----------- | ----------- |
|               | Jegyzőkönyv |             |

| Chorzow |

| 1986. január 13. |

| Pavlosz | 0 – 7       | Ferencváros                                        |
| ------- | ----------- | -------------------------------------------------- |
|         | Jegyzőkönyv | Pölöskei Palkovics Pogány Pintér Kvaszta Limperger |

| Pavlosz |

| 1986. január 15. |

| Árisz Theszaloníkisz | 0 – 3       | Ferencváros      |
| -------------------- | ----------- | ---------------- |
|                      | Jegyzőkönyv | Szabadi Pölöskei |

| Szaloniki |

| 1986. január 19. |

| Larissza | 3 – 0       | Ferencváros |
| -------- | ----------- | ----------- |
|          | Jegyzőkönyv |             |

| Larissza |

| 1986. január 22. |

| FC Trikala | 0 – 4       | Ferencváros              |
| ---------- | ----------- | ------------------------ |
|            | Jegyzőkönyv | Pölöskei Kincses Strausz |

| Trikala |

| 1986. április 23. |

| Ferencváros       | 3 – 1       | VSS Košice |
| ----------------- | ----------- | ---------- |
| Pogány Batári ög' | Jegyzőkönyv |            |

| Üllői út, Budapest |

| 1986. május 3. |

| Ferencváros | 1 – 1       | MTK–VM |
| ----------- | ----------- | ------ |
|             | Jegyzőkönyv |        |

| Üllői út, Budapest |

| 1986. május 14. |

| 1860 Rosenheim | 3 – 5       | Ferencváros                   |
| -------------- | ----------- | ----------------------------- |
|                | Jegyzőkönyv | Batári Palkovics Szántó Bánki |

| Rosenheim |

| 1986. május 16. |

| Ostermiething | 2 – 7       | Ferencváros                                            |
| ------------- | ----------- | ------------------------------------------------------ |
|               | Jegyzőkönyv | Pölöskei Batári Strausz Szántó Palkovics Kvaszta Bánki |

| Ostermiething |

| 1986. május 17. |

| St. Pantaleon | 1 – 3       | Ferencváros         |
| ------------- | ----------- | ------------------- |
|               | Jegyzőkönyv | Bánki Dukon Strausz |

| St. Pantaleon |

| 1986. május 18. |

| Wiselburg | 2 – 9       | Ferencváros                        |
| --------- | ----------- | ---------------------------------- |
|           | Jegyzőkönyv | Bánki Zsinka Dukon Pölöskei Szántó |

| Wiselburg |

| 1986. május 19. |

| Gutenbrun | 0 – 7       | Ferencváros                          |
| --------- | ----------- | ------------------------------------ |
|           | Jegyzőkönyv | Batári Pölöskei Strausz Dukon Takács |

| Gutenbrun |

## Külső hivatkozások
- A csapat hivatalos honlapja (magyarul)
- Az 1985–86-os szezon menetrendje a tempofradi.hu-n (magyarul)